# 黏胶球形菌科
黏胶球形菌科（学名：Lentisphaeraceae）為黏胶球形菌目的一科细菌。此科的模式属为黏胶球形菌属(Lentisphaera)。

## 属
- 黏胶球形菌属 Lentisphaera Cho et al. 2004